# Calicha ornataria
Calicha ornataria là một loài bướm đêm trong họ Geometridae.